# Tjeldsund (gemeente)
Tjeldsund (Noord-Samisch:Dielddanuorri) is een gemeente in de Noorse provincie Troms. De gemeente telde 1252 inwoners in januari 2017.

## Gemeentefusie
De huidige gemeente ontstond op 1 januari 2020 door de fusie van de oude gemeente Tjeldsund, die deel uitmaakte van de provincie Nordland, en Skånland, dat deel was van de oude provincie Troms.

Tjeldsund in Nordland
Skånland in Troms

## Plaatsen in de gemeente

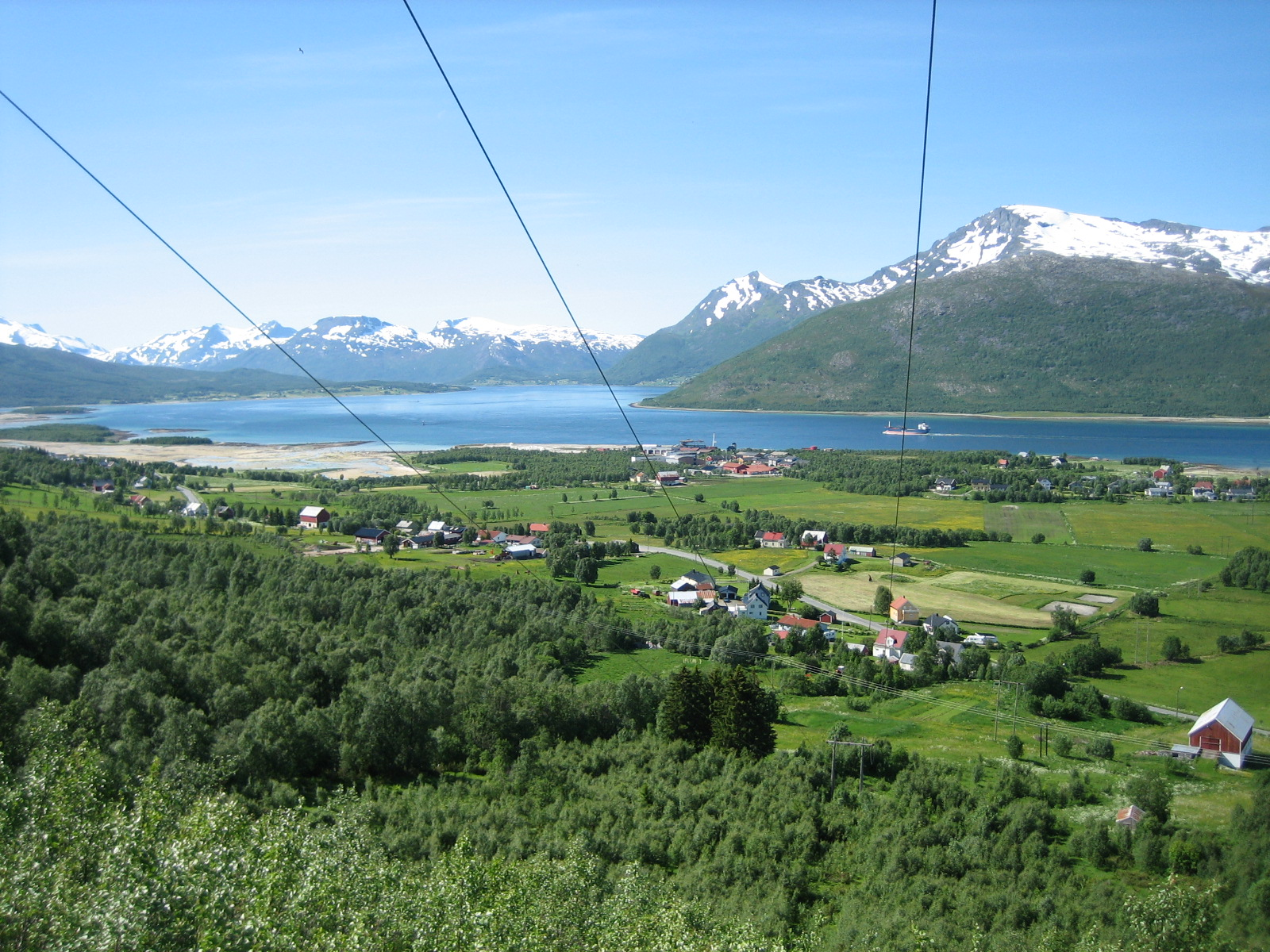
Fjeldal

- Evenskjær
- Fjelldal
- Grov
- Hol
- Ramsund

Balsfjord · Bardu · Dyrøy · Gratangen · Harstad · Ibestad · Kåfjord · Karlsøy · Kvæfjord · Kvænangen · Lavangen · Lyngen · Målselv · Nordreisa · Salangen · Senja · Skjervøy · Sørreisa · Storfjord · Tjeldsund · Tromsø

Voormalige gemeentes: Berg · Lenvik · Skånland · Torsken · Tranøy